# This Is Me Now
This Is Me Now är Amy Diamonds debutalbum och släpptes 2005 av Bonnier Amigo Music Group.

## Låtlista
| Nr | Låt                              | Musik                                                         | Text                                                          | Längd |
| -- | -------------------------------- | ------------------------------------------------------------- | ------------------------------------------------------------- | ----- |
| 1  | Hello!                           | Gustav Jonsson, Tommy Tysper, Marcus Sepehrmanesh             | Gustav Jonsson, Tommy Tysper, Marcus Sepehrmanesh             | 3:07  |
| 2  | What's in It for Me              | Gustav Jonsson, Tommy Tysper, Marcus Sepehrmanesh             | Gustav Jonsson, Tommy Tysper, Marcus Sepehrmanesh             | 3:15  |
| 3  | Welcome to the City              | Gustav Jonsson, Tommy Tysper, Marcus Sepehrmanesh             | Gustav Jonsson, Tommy Tysper, Marcus Sepehrmanesh             | 3:01  |
| 4  | Another Day                      | Gustav Jonsson, Marcus Sepehrmanesh, M.J                      | Gustav Jonsson, Marcus Sepehrmanesh, M.J                      | 3:22  |
| 5  | One of the Ones                  | Tommy Tysper, Marcus Sepehrmanesh                             | Tommy Tysper, Marcus Sepehrmanesh                             | 3:03  |
| 6  | Shooting Star                    | Linus Nordén, Patrick Johansson, Negin Djafari, Robert Zuddas | Linus Nordén, Patrick Johansson, Negin Djafari, Robert Zuddas | 3:38  |
| 7  | Champion                         | Gustav Jonsson, Tommy Tysper, Marcus Sepehrmanesh             | Gustav Jonsson, Tommy Tysper, Marcus Sepehrmanesh             | 3:10  |
| 8  | Go!                              | Gustav Jonsson, Tommy Tysper, Marcus Sepehrmanesh, Davis      | Gustav Jonsson, Tommy Tysper, Marcus Sepehrmanesh, Davis      | 2:50  |
| 9  | If I Ain't Got You (Live)        | Alicia Keys                                                   | Alicia Keys                                                   | 3:52  |
| 10 | Tomorrow (Annie's song)          | Charles Strouse                                               | Charnin Martin                                                | 2:40  |
| 11 | What's in it for me (Musikvideo) | Gustav Jonsson, Tommy Tysper, Marcus Sepehrmanesh             | Gustav Jonsson, Tommy Tysper, Marcus Sepehrmanesh             | ?     |

## Listplaceringar
| Lista (2005-2006) | Topplacering |
| ----------------- | ------------ |
| Danmark           | 19           |
| Finland           | 21           |
| Norge             | 19           |
| Sverige           | 2            |